# Tortellini

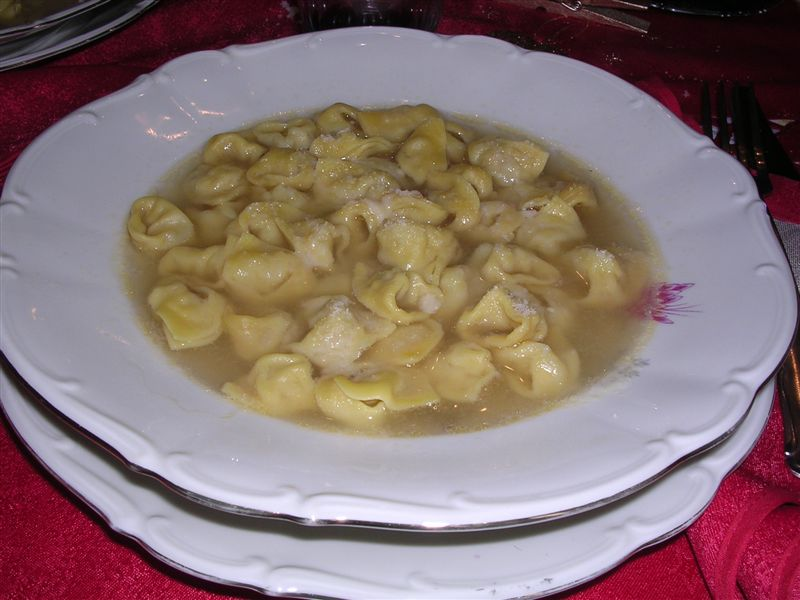
O porție de supă cu tortellini

Tortellini sunt un tip de pastă făinoasă cu ou și cu umplutură la mijloc, originară din Bologna, al cărui nume derivă din limba italiană torta și din dialectul bolognez turtlén.

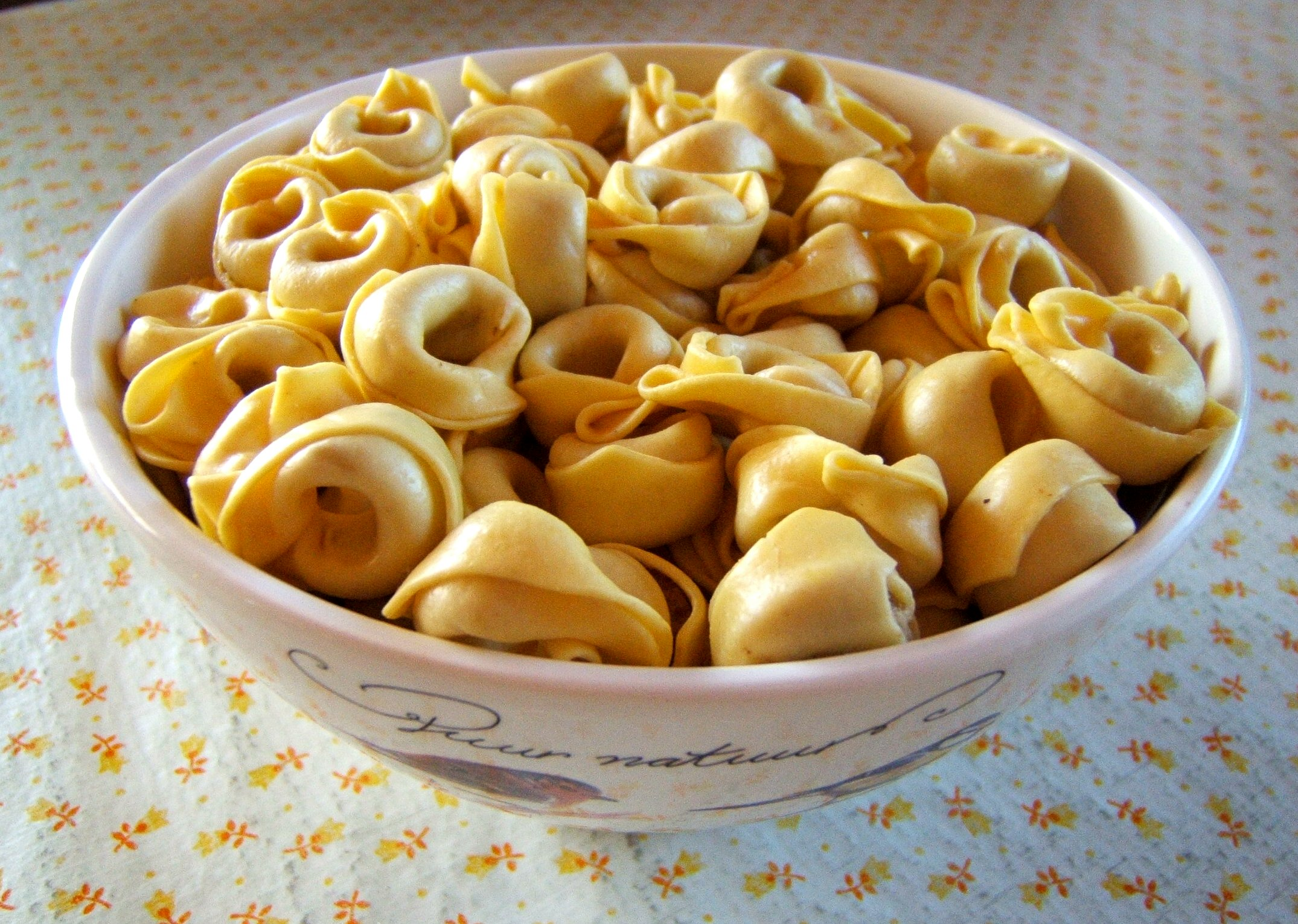
O farfurie cu tortellini nefierți

Torellinul de astăzi este urmașul unei lungi tradiții culinare. În cartea “L'economia del cittadino in villa" de Vincenzo Tanara publicată în anul 1664 sunt descriși tortellini "prăjiți cu unt". În anul 1842 navigatorul și bibliograful francez Antoine Claude Pasquin (numit Valery 1789 - 1847) descria o umplutură de «(sego di bue) grăsime de vită tocată, gălbenușuri de ouă și parmigiano (cașcaval).

## Legende referitoare la origina tortellinilor
Există mai multe legende referitoare la originea tortellinilor. 
După una din legende, tortellinul ar fi fost inventat la Castelfranco Emilia în provincia Modena. În timpul unei călătorii, Lucrezia Borgia s-a oprit la un han din orășel. Captivat de frumusețea ei, hangiul nu s-a putut împotrivi tentației de a se uita prin gaura cheii pe când ea se dezbrăca. Camera era luminată doar de câteva lumânări, astfel încât hangiul a putu să+i vadă doar buricul. Această viziune l-a inspirat să creeze tortellinul.
Altă legendă similară a apărut în Italia medievală și are ca protagoniști personaje mitologice. Conform legendei, zeița Venus și zeul Jupiter au sosit la într-o seară la Bologna și au tras la un han. Urmarea este aproape identică cu legenda anterioară, și buricul zeiței Venus este considerată a fi sursa de inspirație.
Se poate observa că cele două legende indică locuri diferite unde ar fi fost inventat tortellinul.

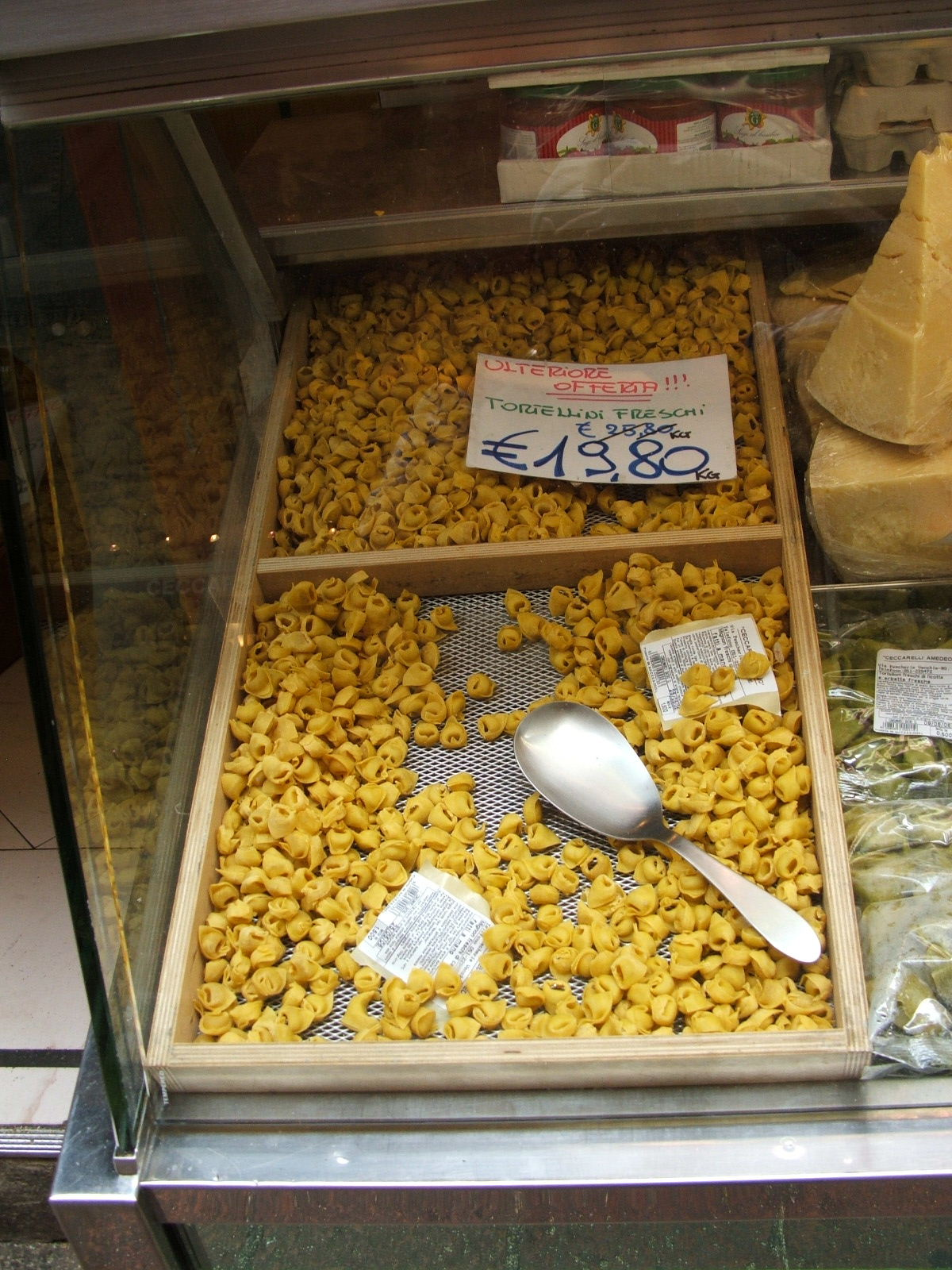
Tortellini proaspeți într-un magazin din Bologna

## Rețete pentru tortellini
Tortellini în supă. După tradiția bologneză, se gătesc și se mănâncă cu supă de carne de clapon sau găină. Într-o altă rețetă foarte răspândită în afară de cea tradițională, se fierb în apă și se garnisesc cu smântână; după opinia unor persoane acest tip de garnitură diminuează savoarea umpluturii.

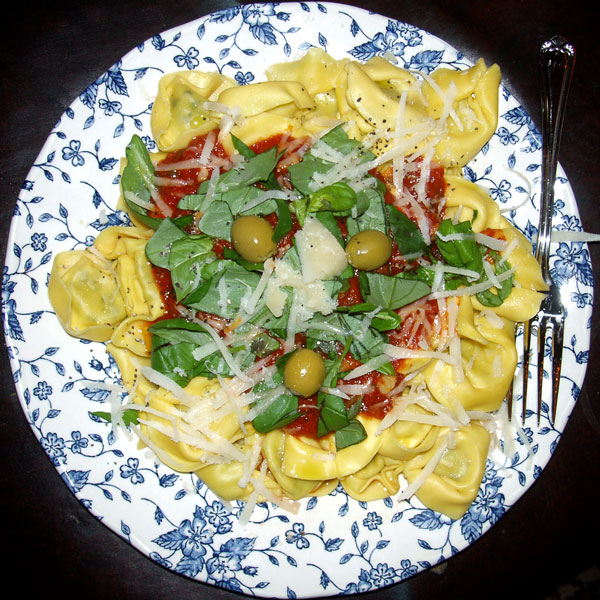
Tortellini cu busuioc și parmezan

Nu sunt greu de găsit alte rețete (diferite de cele tradiționale) cum ar fi de exemplu tortellini cu ragu. O altă variantă este “timballo” de tortellini, care se obține din coacerea la cuptor a tortellinilor cu mozzarella (brânză), suc de roși și alte ingrediente la alegere cum ar fi: (ouă, ciuperci, vinete etc).
Există și tortellini dulci, umpluți cu marmeladă și ciocolată.

## Comercializare
Tortellini se comercializează pasteurizați, congelați sau proaspeți, peste tot în lume și în special acolo unde comunitățile italiene sunt bine inrădăcinate. Tortellini sunt produși astăzi cu mașini industriale special create de către societăți italiene cum ar fi: Arienti & Cattaneo, Ima, Ostoni, Zamboni etc.; tortellini ambalați proaspeți au o garanție de 7 săptămâni durată de înmagazinaj.

## Denumiri
Există diferite denumiri similare ale pastelor făinoase italiene. Astfel:
- În Romagna, ravioli sunt denumiți Tortelli;
- În Romagna, tortellini din Emilia sunt denumiți Cappelletti, pentru a fi diferențiați de cei locali.